# Les Premières Aventures de Sherlock Holmes
Les Premières Aventures de Sherlock Holmes est une série de livres de jeunesse de Andrew Lane, publiés à partir de 2010 sous le titre original Young Sherlock Holmes,  et racontant la jeunesse de Sherlock Holmes dans les années 1860. 

## Résumé
Sherlock Holmes est un jeune garçon de 14 ans intelligent, de bonne famille et assez solitaire. Lorsque son père est mobilisé pour renforcer la base militaire anglaise basée aux Indes, Mycroft, alors devenu chef de famille, l'envoie passer les grandes vacances chez leur oncle et leur tante à Farnham. Puis il engage un précepteur pour Sherlock, Amyus Crowe, un Américain. Ce-dernier lui apprend entre autres à penser de manière logique, à survivre dans la nature et à se comporter dans les différentes classes sociales. Le jeune homme se fait de nouveaux amis et découvre un nouveau monde très différent du sien qui influencera de plus en plus sa façon de penser, de vivre et le futur qu'il souhaite avoir.

## Titres originaux
- Death Cloud (2010)
- Red Leech (2010)
- Black Ice (2011)
- Fire Storm (2011)
- Snake Bite (2012)
- Knife Edge (2013)
- Stone Cold (2014)
- Night Break (2015)

## Tomes parus en français
1. L'Ombre de la mort, 2011
2. Les Assassins du Nouveau-Monde, 2011
3. L'Espion de la place Rouge, 2012
4. Aux portes de l'Enfer, 2013